# Darling (film din 1965)
Darling este un film britanic produs în anul 1965 în regia lui John Schlesinger, cu Julie Christie, Dirk Bogarde și Laurence Harvey în rolurile principale.

## Acțiune
Robert Gold lucrează la televiziunea britanică pentru producerea unui film de documentar, care caută să dovedească tinerilor convențiile societății ne încorsetează viața. El face cu această ocazie pe stradă cunoștință cu Diana Scott, un fotomodel. Cu toate că fiecare au o legătură, ei închiriază împreună o locuință, Robert își părăsește familia. Diana este însă totdeauna geloasă când Robert își vizitează soția și cei doi copii. Ea începe o aventură cu Miles Bran, șeful ei. Diana începe să savureze viața londoneză de noapte. Rămasă gravidă Diana provoacă avortul și se mută cu Miles la Paris unde trăiește o viață desfrânată. În Roma, Diana cunoaște pe prințul bogat Cesare și fiul său făcând haz de bunele moravuri. Ea se căsătorește cu Cesare care e bolnav psihic, căsătoria lor este o catastrofă. Se hotărăște să se reîntoarcă la Londra, înapoi la Robert, în pat Robert îi spune că acum numai din răzbunare s-a mai culcat acum cu ea și o trimite înapoi la Roma. Înainte de a zbura la Roma este întâmpinată de o ceată de ziariști care vor să afle amănunte despre viața ei, ca prințesă italiană.

## Cast
- Julie Christie — Diana Scott
- Dirk Bogarde — Robert Gold
- Laurence Harvey — Miles Brand
- José Luis de Vilallonga — Prince Cesare della Romita
- Roland Curram — Malcolm
- Basil Henson — Alec Prosser-Jones
- Helen Lindsay as Felicity Prosser-Jones
- Marika Rivera — Soția lui Robert
- Alex Scott — Sean Martin
- Brian Wilde — Basil Willett
- Pauline Yates — Estelle Gold
- Trevor Bowen — Tony Bridges, primul soț
- Carlo Palmucci — Curzio
- Peter Bayliss — Lord Alex Grant
- Georgina Cookson — Carlotta Hale
- Hugo Dyson — Walter Southgate
- Tyler Butterworth — William Prosser-Jones
- Vernon Dobtcheff — Christopher Greatorex, critic de artă
- James Cossins — Basildon, charity MC
- Jane Downs — Julie
- Zakes Mokae — bărbatul de culoare de la petrecere
- John Woodvine — ofițerul vamal

## Distincții
- 1966: Premiul Oscar
- 1966 Premiul Globul de Aur
- Julie Christie și Dirk Bogarde sunt premiați cu premiul Academiei britanice de artă a filmului și televiziunii.